# عثمان حسين فايد مجلي
عثمان حسين فايد مجلي (و. 1970 -) برلماني يمني وهو أحد شيوخ القبائل في محافظة صعدة، اُنتخب في 1997 عضواً في مجلس النواب، وانضم في 2003 لحزب المؤتمر الشعبي العام عن الدائرة الانتخابية رقم (263) بمحافظة صعدة. شارك عثمان مجلي في مؤتمر جنيف بشأن اليمن الذي عقد في يونيو 2015 في صف حكومة الرئيس عبد ربه منصور هادي وحلفائه.
عُيّن وزيراً للزراعة في حكومة أحمد عبيد بن دغر ووزيرا للدولة لشؤون النواب والشورى في حكومة معين عبد الملك. اُختير عضوا في مجلس القيادة الرئاسي في 7 أبريل 2022.

## فترة المجلس
باتفاق عرف باسم «إتفاق فبراير» تمددت فترة المجلس لمدة عامين، وبقيام ثورة الشباب اليمنية لم تُجرَ الانتخابات، وبحسب إتفاق المبادرة الخليجية تمددت لمدة عامين آخرين حتى 2013.